# Kitee
Kitee (mai demult în sami Kides) este o comună din regiunea Carelia de Nord, provincia Finlanda de Est, Finlanda. Conform datelor din 2003 avea o populație de 10.024 de locuitori. Acoperă o suprafață de 1.724,38 km². Este municipiu unilingv, având limba finlandeză ca unică limbă folosită în administrație.
Formația de muzică metal Nightwish a fost formată în Kitee în 1996.

## Personalități născute aici
- Kyösti Laasonen (n. 1945), arcaș;
- Tuomas Holopainen (n. 1976), muzician;
- Tarja Turunen (n. 1977), cântăreață, compozitoare;
- Jukka Nevalainen (n. 1978), baterist;
- Emppu Vuorinen (n. 1978), chitarist.